# 小畑虎之助

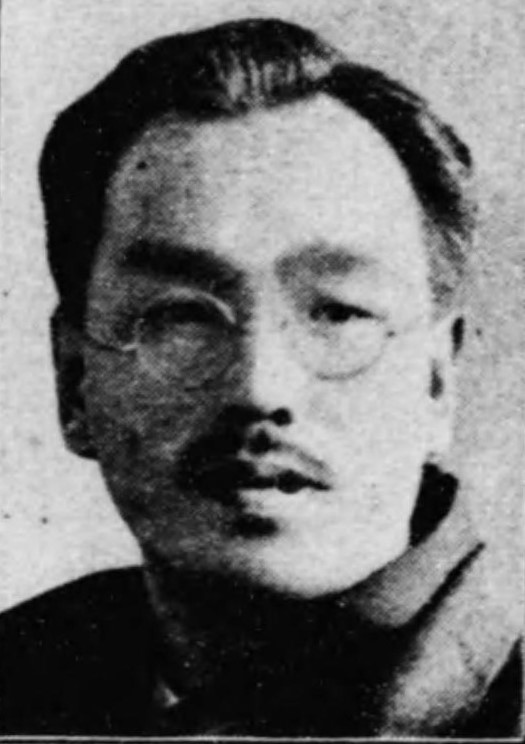
小畑虎之助

小畑 虎之助（こばた とらのすけ、1894年（明治27年）3月11日 - 1955年（昭和30年）4月20日）は、昭和期の実業家、政治家。衆議院議員、兵庫県会議長。「宍粟のトラ」と称された。

## 経歴
兵庫県宍粟郡神戸村安積（一宮町を経て現宍粟市一宮町安積）で、小畑彦太郎の長男として生まれる。小学校を卒業した。
1927年（昭和2年）兵庫県会議員に選出され、1935年（昭和10年）まで在任。1933年（昭和8年）県会議長となり、阪本勝副議長とのコンビで県会に新風を吹き込んだ。1936年（昭和11年）2月の第19回衆議院議員総選挙で兵庫県第4区から立憲政友会公認で出馬して初当選し、1937年（昭和12年）4月の第20回総選挙でも再選された。
その他、揖水銀行支配人、神戸又新日報社取締役、同社長を務めた。
戦後、公職追放となった。追放解除後、1952年（昭和27年）10月の 第25回総選挙に兵庫県第4区から改進党公認で出馬して当選。1953年（昭和28年）4月の 第26回総選挙では落選し、1955年（昭和30年）2月の 第27回総選挙で日本民主党公認で出馬して再選され、衆議院議員に通算4期在任した。第27回総選挙期間中、神戸市葺合区（現中央区）旭通で民主党候補の応援演説中に脳溢血で倒れて自宅療養をしていたが、同年4月、議員在任中に死去した。

## 著作
- 編著『第七十六回帝国議会年報』農村経済調査局、1941年。